# Simon Francis
Simon Charles Francis, född 16 februari 1985, är en engelsk fotbollsspelare. 

## Karriär
Francis gjorde sin Premier League-debut för Bournemouth den 8 augusti 2015 i en 1–0-förlust mot Aston Villa. Efter säsongen 2019/2020 fick inte Francis förlängt kontrakt och lämnade klubben.